# Град на страха
„Град на страха“ (на английски: City of Fear) е американски филм ноар от 1959 година.

## Сюжет
По един селски път някъде из Калифорния се движи линейка с двама мъже в нея, единия от които е видимо болен или ранен. Той се обръща към другия мъж, наричайки го Винс, с въпроса дали да не се върнат обратно. Винс (Винс Едуардс) на свой ред го пита, ако се върнат какво ще правят с човека когото са убили и как да върнат хероина, който са откраднали, показвайки метален цилиндър в ръката си. Когато партньорът му умира, Винс изпреварва и притиска към бордюра друг автомобил...
Няколко часа по-късно Винс, облечен вече в стилен костюм, се придвижва с автомобила, който е притиснал по-рано през деня. Той включва радиото, по което излъчват извънредни новини за бягството на двама затворници от затвора Сейнт Куентин. Те са убили един надзирател и ранили друг, след което са се добрали до болницата на затвора, ранили са лекаря и с линейка са се измъкнали от затвора. Полицията съобщава, че тези двамата- Винс Райкър и Уилям Дебнър са въоръжени и изключително опасни. Предполага се, че се придвижват на юг, към района на Лос Анджелис. Винс разбира, че става дума за него.
Малко след това Винс, сложил вече и очила, качва на автостоп един моряк и се представя като „Винс Джъстин“. На сутринта те пристигат в околностите на Лос Анджелис, където са спряни за проверка на полицейски контролно- пропускателен пункт. След кратък разпит и проверка на документите на Винс, който прилича като търговец на козметика и тези на моряка, и след щателен оглед на автомобила, полицаите им разрешават да продължат по пътя си. Пристигайки в Лос Анджелис Винс оставя моряка, обажда се от уличен телефон и си наема стая в мотел.
Нанасяйки се в стаята си, Винс включва радиото и чува съобщение, че полицията е открила два трупа в кабината на изгоряла линейка, която е била използвана за бягството от затвора Сейнт Куентин. Едното от телата е на единия избягал престъпник, а второто на неизвестен мъж. Полицията продължава издирването на втория беглец, Винс Райкър. Те предполагат, че Райкър е убил случайно преминаващ човек, изгорил е тялото му за да отвлече следите от себе си и е изчезнал с автомобила на същия този човек.
В същото време в полицейското управление на Лос Анджелис се провежда спешно съвещание, ръководено от началника на управлението Дженсън (Лайл Талбът) и лейтенант Марк Ричардс (Джон Арчър), които са крайно притеснени, че в ръцете на Райкър е откраднатия от болницата метален цилиндър, съдържащ радиоактивното вещество Кобалт- 60, способно да унищожи тримилионното население на града. Полицията започва да разработва вариант за цялостна евакуация, но не знае как да я осъществи без да предизвика паника и да не допусне Винс да се озове сред евакуираните.
През нощта в мотела при Винс пристига неговата приятелка Джун Марлоу (Патриша Блеър), те страстно се прегръщат и целуват. Джун му казва, че са изминали само две години от осемгодишната му присъда, но тя все още го обича и след това взима в ръцете си цилиндъра. Винс и заявява, че сега вече могат да си позволят повече и да живеят охолен живот, но я предупреждава, че сега полицията ще я наблюдава и че ще е по-добре известно време те двамата да не се срещат.
В това време в полицейското управление идва доктор Джон Уолъс (Стивън Рич), оглавяващ радиологичния отдел на „Градското управление за контрол на замърсяването на въздуха“. Той информира полицаите, че понеже цилиндъра не е оловен, а стоманен всеки, който се приближи до него получава смъртоносна доза радиация и гибелта му настъпва след четиридесет и осем часа. Със съгласието на полицията, Уолъс незабавно разгръща своето радиологично подразделение с идеята да претърсят града с помощта на Гайгеров брояч и така да открият източника на радиационна опасност.
Полицията привиква Джун на разпит, но тя им казва, че не е чувала нищо за Винс в продължение на две години и те я освобождават с предупреждението, че ако крие информация относно Райкър ще бъде съдена като негова съучастница.
След това лейтенант Ричардс разпитва Еди Кроун (Джоузеф Мел), собственик на магазина за обувки, в който Винс е работил десет месеца преди да бъде осъден за търговия с наркотици. Той също не дава информация, която да помогне за задържането на Райкър. Следващият призован е Пит Хелън (Шърууд Прайс), бившия съучастник на Винс, който се сблъсква на вратата с излизащия Кроун, но пред полицаите се прави, че не го познава. След разпита Хелън отива направо в магазина за шикозни обувки на Кроун, който в този момент се обажда на Винс. Бързо прекъсвайки разговора, Кроун моли Хелън, който се опитва да припечели нещо от факта, че знае за контактите на Райкър с Кроун, да си тръгне и повече никога да не връща, защото полицията вече ги наблюдава подкупвайки го с чифт ботуши от крокодилска кожа.
В това време на поредното съвещание в управлението Дженсън констатира, че за четиридесет и шест часа разследване те не са се приближили към локализирането на Райкър, а след това се опитва да докаже, че населението на Лос Анджелис има право да знае за надвисналата над тях опасност. Ричардс обаче смята, че информирането на жителите само ще затрудни работата на полицията, а Уолъс, описвайки симптомите и страшните последствия от контакта с радиоактивния материал, като дрезгава кашлица, тежко потене, ужасно повръщане, разрушаване на кръвта и клетките, вътрешни кръвоизливи и накрая напълване на белите дробове с кръв, предупреждава, че такава информация ще предизвика масова истерия. Дженсън заповядва да бъдат уведомени всички лекари и болници незабавно да докладват за всички случаи на гадене и стомашно разстройство по неизвестни причини.
Късно вечерта Винс се среща с Кроун в склада на магазина, който служи като база за търговия с наркотици. Райкър му показва цилиндъра, казвайки, че съдържа хероин и че те двамата могат да заработят добри пари. По думите на Винс той е откраднал хероина по време на секретни изпитания на наркотици в затвора. Опасявайки се от полицейско преследване, Кроун обещава на Винс през следващите двадесет и четири часа да го прехвърли първо в Маями, а от там в Куба, а той сам да се заеме с реализацията на наркотика, но Винс не му се доверява. В този момент неочаквано се появява Хелън и иска да го включат в сделката.
По същото време специализирани автомобили на „Градското управление за контрол на замърсяването на въздуха“ продължават щателно да претърсват квартал след квартал, но безуспешно. На среднощно съвещание Дженсън заявява, че ако до двадесет и четири часа Райкър не бъде открит, е длъжен да докладва за ситуацията на кмета на Лос Анджелис.
На сутринта един от хората на Уолъс, при обход в поредния квартал, регистрира рязък скок на „Гайгеровия брояч“. Приближавайки се към източника на радиация, той отваря вратата на автомобил, от който изпада мъртвото тяло на мъж. Полицията го идентифицира като Пит Хелън, който не е починал от облъчването, а е бил убит. Винс, който започва да се чувства все по-зле, чува по радиото, че е открито тялото на Хелън в изоставен автомобил, с който се предполага, че е бягал Райкър. Кроун се обажда на Винс, търсейки му сметка защо е убил Хелън и заявява, че той трябва незабавно да напусне града.
При продължаващото издирване един от патрулите засича сигнал от таксиметров автомобил, в който се е возил Винс. Полицията анализира данните от заявките на таксиметровата компания и установява самоличността на шофьора, който е качил Винс и го е откарал в болницата.
В магазина продавачката отива в склада за да извади чифт обувки и чува през стената как в съседното помещение облъченият Винс се опитва да скрие цилиндъра. В този момент пристига Кроун, носейки нови дрехи за Райкър и самолетен билет за Маями. Подозирайки, че Кроун се опитва да го излъже, Винс отказва да си тръгне и да се раздели с цилиндъра. Между тях възниква разпра и Винс убива Кроун. През стената продавачката чува всичко. Анализирайки мъртвото тяло на Хелън, на детективите им прави впечатление скъпия чифт обувки, в които той е обут, свързвайки ги с магазина на Кроун. Отправяйки се незабавно на там, те откриват ридаещата продавачка над трупа на Кроун, регистрират нивото на заразяване на помещението и незабавно изпращат момичето в болницата. Уолъс констатира, че цилиндъра е бил там, но е изчезнал.
По телефона кмета съобщава на Дженсън, че ще излезе с обръщение по радиото и телевизията, в което ще призове Райкър да предаде цилиндъра. Отчаян, Ричардс решава още веднъж да разпита Джун, отанала единствената жива свидетелка. Пристигайки в управлението, Джун се поти и кашля. Уолъс вижда, че тя е облъчена и моли незабавно да я откарат в болницата. Обяснявайки и тежкото състояние, в което се намира, Ричардс и казва, че Райкър е взел цилиндър съдържащ радиоактивно вещество, смятайки го за хероин. Сега тя е много болна, а Винс умира. Разбирайки, че перспективата да се озове в затвора е по-добра от тази да умре, Джун дава адреса на мотела, в който се е установил Райкър.
В това време в мотела Винс се опитва безуспешно да скрие цилиндъра. Чувайки полицейските сирени, Райкър се укрива в съседното кафене, носейки със себе си цилиндъра. Полицията отцепва района около мотела и евакуира хората. Слушайки по радиото изявлението на кмета, че в цилиндъра няма хероин, Винс го обявява за лъжец, разбива радиоприемника и изскача на улицата, където е обкръжен от полицията. Припадайки от изтощение, Райкър умира, стискайки в ръцете си цилиндъра.

## В ролите
- Винс Едуардс като Винс Райкър
- Лайл Талбът като началника на полицията Дженсън
- Джон Арчър като лейтенант Марк Ричардс
- Стивън Рич като доктор Джон Уолъс
- Патриша Блеър като Джун Марлоу
- Кели Тордсен като сержант Ханк Джонсън
- Джоузеф Мел като Еди Кроун
- Шърууд Прайс като Пит Хелън
- Кейти Брауни като Джини, продавачката в магазина